# Kosta Kotta
Kosta Kotta lub Kostaq Kotta (ur. 1889 w Korczy, zm. 1949 w Burrel) – premier Albanii w latach 1928–1930 oraz 1936–1939.
Pochodził z rodziny prawosławnej z południa Albanii. Studiował medycynę w Atenach, a następnie na uniwersytetach włoskich. W 1913 rozpoczął pracę urzędnika w Korczy, a wkrótce potem w albańskim ministerstwie edukacji. W 1924 po raz pierwszy uzyskał mandat deputowanego. Kierował kilkoma resortami w rządzie albańskim, zanim w 1928 objął urząd prezesa rady ministrów. W czasie II wojny światowej był związany z ruchem Legaliteti. W 1944 uciekł do Grecji, ale został schwytany przez partyzantów komunistycznych i przekazany władzom Albanii.
Po procesie politycznym w marcu 1945 skazany na karę dożywotniego więzienia. Zmarł w więzieniu, w efekcie tortur.